# Living Proof (album de Buddy Guy)
Albums de Buddy Guy
Skin Deep
(2008) Rhythm & Blues
(2013)
Singles
1. Stay Around a Little Longer
Sortie : 10 septembre 2010

Living Proof est le 15e album studio du musicien américain de blues et rock Buddy Guy. Il est, à sa sortie en 2010, le plus gros succès commercial de la carrière de Buddy Guy (jusqu'à la sortie de Rhythm & Blues en 2013), en atteignant la 46e place du classement généraliste Billboard. Il a remporté le Grammy Award du meilleur album de blues contemporain en 2011. L'album a également reçu les Blues Music Awards du meilleur album de l'année et du meilleur album de blues contemporain de l'année. La chanson Living Proof a reçu le Blues Music Award de meilleure chanson de l'année. 

## Présentation
L'album suit vaguement la progression de la vie de l'artiste. Pour Stephen Thomas Erlewine, « Living Proof a été conçu en partie comme une autobiographie musicale, qui s'ouvre avec le résumé brutal 74 Years Young et qui contient ensuite des chansons abordant certains aspects de la vie d'un musicien qui travaille ».

## Listes des pistes
| 1.    | 74 Years Young                                 | Tom Hambridge, Gary Nicholson             | 4:34 |
| 2.    | Thank Me Someday                               | Buddy Guy, Tom Hambridge                  | 5:42 |
| 3.    | On the Road                                    | Richard Fleming, Tom Hambridge            | 4:11 |
| 4.    | Stay Around a Little Longer (feat. B. B. King) | Tom Hambridge, Gary Nicholson             | 5:00 |
| 5.    | Key Don't Fit                                  | Tom Hambridge, Gary Nicholson             | 5:02 |
| 6.    | Living Proof                                   | Tom Hambridge                             | 3:45 |
| 7.    | Where the Blues Begins (feat. Carlos Santana)  | Tom Hambridge, Gary Nicholson             | 4:37 |
| 8.    | Too Soon                                       | Richard Fleming, Buddy Guy, Tom Hambridge | 3:26 |
| 9.    | Everybody's Got to Go                          | Fleming, Buddy Guy, Tom Hambridge         | 3:57 |
| 10.   | Let the Door Knob Hit Ya                       | Buddy Guy, Tom Hambridge                  | 3:44 |
| 11.   | Guess What                                     | Richard Fleming, Tom Hambridge            | 5:44 |
| 12.   | Skanky                                         | Buddy Guy, Tom Hambridge                  | 4:16 |
| 53:58 |                                                |                                           |      |

## Crédits
| - Buddy Guy : guitares, chant - David Grissom : guitare - Tommy Macdonald, Michael Rhodes : guitare basse - Tom Hambridge : batterie, percussions, tambourin, chœurs - Marty Sammon : piano - Reese Wynans : clavinet, Fender Rhodes, Hammond B3, piano, Wurlitzer - B. B. King : guitare et chants sur Stay Around a Little Longer - Carlos Santana : conga et guitare sur Where the Blues Begins - Jack Hale : trombone - Wayne Jackson : trompette - Tom McGinley : saxophone ténor - The Memphis Horns : cor - Bekka Bramlett, Wendy Moten : chœurs | - Tom Hambridge : producteur - Vance Powell, John Netti, Jim Reitzel, Rob Root, Colin Linden, Michael St. Leon : ingénieurs - Ducky Carlisle : ingénieur mixage - Nick Autry : assistant ingénieur et production - Mike Rooney, Joel Margolis : assistants ingénieurs - Gilbert Garza : technicien guitare - Ray Kennedy : mastering |